# Kubok Rossii 2002-2003
La Coppa di Russia 2002-2003 (in russo Кубок России?, Kubok Rossii) è stata l'11ª edizione del principale torneo a eliminazione diretta del calcio russo. Il torneo è iniziato il 23 marzo 2002 ed è terminato il 15 giugno 2003, con la finale giocata allo Stadio Lokomotiv di Mosca. Lo Spartak Mosca ha vinto la coppa, la terza della sua storia, battendo in finale il Rostov.

## Formula
La Coppa si dipanava su nove turni, tutti disputati in gara unica: in caso di parità al termine dei novanta minuti venivano disputati i tempi supplementari; in caso di ulteriore parità venivano effettuati i tiri di rigore.
I primi tre turni videro coinvolte esclusivamente squadre di Vtoroj divizion 2002.
Le formazioni di Pervyj divizion 2002 entrarono in scena al quarto turno.
Le sedici squadre della Prem'er-Liga 2002, invece, entrarono in gioco nel quinto turno (i sedicesimi di finale), giocando tutte fuori casa.

## Primo turno
Le partite furono disputate tra il 23 marzo e il 30 aprile 2002.
A questo turno parteciparono delle 108 squadre partecipanti alla Vtoroj divizion 2002.
| Squadra 1                         | Risultato       | Squadra 2                |
| --------------------------------- | --------------- | ------------------------ |
| Venec Gul'keviči                  | 0 – 2           | Nart Čerkessk            |
| Sudostroitel' Astrachan'          | 0 – 0 (3-4 dcr) | Dinamo Machačkala        |
| Spartak-Kavkaztransgaz Izobil'nyj | 1 – 2           | Dinamo Stavropol'        |
| Spartak Anapa                     | 0 – 1           | Vityaz Krymsk            |
| Slavyansk Slavyansk-na-Kuban      | 0 – 1           | Krasnodar-2000           |
| Nemkom Krasnodar                  | 3 – 0 (dts)     | Šachtër Šachty           |
| Kavkazkabel' Prochladnyj          | 3 – 1           | Zhemchuzhina Budyonnovsk |
| Družba Majkop                     | 4 – 1           | Žemčužina-Soči           |
| Avtodor Vladikavkaz               | 6 – 0           | Mozdok                   |
| Angušt Nazran'                    | 0 – 1           | Terek Groznyj            |
| Torpedo Volžskij                  | 0 – 5           | Olimpija Volgograd       |
| Spartak Joškar-Ola                | 0 – 0 (2-3 dcr) | Diana Volzhsk            |
| Sibur-Chimik Dzeržinsk            | [ 1 ]           | Lokokomtiv Nižnij Novg.  |
| Lada-Energija                     | 0 – 1           | Volga Ul'janovsk         |
| Khoper Balashov                   | 1 – 0           | Iskra Ėngel's            |
| Balakovo                          | 1 – 1 (3-4 dcr) | Zenit Penza              |
| Ėlektronika Nižnij Novgorod       | 1 – 0 (dts)     | Torpedo Pavlovo          |
| Biokhimik-Mordovia Saransk        | 0 – 1 (dts)     | Metallurg Vyksa          |
| Dinamo Brjansk                    | 0 – 0 (7-8 dcr) | Orël                     |
| Voločanin-89                      | 1 – 2           | Pskov-2000               |
| Titan Reutov                      | 1 – 0 (dts)     | Kosmos Ėlektrostal'      |
| Svetogorec                        | 4 – 0           | Zenit-2                  |
| Spartak Tambov                    | 2 – 1           | Lokomotiv Liski          |
| Spartak Luchovicy                 | 3 – 1           | Kolomna                  |
| Spartak Kostroma                  | 2 – 1           | Spartak-Telekom Šuja     |
| Neftjanik Jaroslavl'              | 1 – 1 (2-3 dcr) | Dinamo Vologda           |
| Mostransgaz Gazoprovod            | 1 – 2           | Vitjaz' Podol'sk         |
| Metallurg Lipeck                  | 3 – 1           | Elec                     |
| Lokomotiv Kaluga                  | 1 – 0           | Arsenal-2 Tula           |
| Rybinsk                           | 0 – 2           | Severstal Cherepovets    |
| Krasnoznamensk                    | 1 – 0           | Sportakademklub          |
| Fabus Bronnicy                    | 3 – 2           | Spartak-Orechovo         |
| Don Novomoskovsk                  | 0 – 2           | Ryazan-Agrokomplekt      |
| BSK Spirovo                       | 1 – 0           | Uralan-Plus Mosca        |
| Baltika                           | 1 – 0           | Mosėnergo                |
| Avangard Kursk                    | 1 – 2           | Saljut-Ėnergija          |
| Arsenal Tula                      | 3 – 0           | Spartak Ščëlkovo         |
| Avtomobilist Noginsk              | 2 – 1           | Torpedo Vladimir         |
| Zenit Čeljabinsk                  | 1 – 0           | Stroitel' Ufa            |
| Uralmaš                           | [ 2 ]           | FK Berezniki             |
| Sodovik                           | 2 – 0           | Metallurg-Metiznik       |
| Lukoil Čeljabinsk                 | 1 – 0           | Uralec-TS Nižnij Tagil   |
| KAMAZ                             | 1 – 0           | Alnas                    |
| Gazovik Orenburg                  | 1 – 0           | Nosta Novotroick         |
| Ėnergija Čajkovskij               | 1 – 0           | Dinamo Iževsk            |
| Dinamo Perm'                      | 3 – 0           | Dinamo-Mašinostroitel    |
| Torpedo-Alttrak Rubtsovsk         | 1 – 1 (4-5 dcr) | Dinamo Barnaul           |
| Selenga                           | 1 – 2           | Zvezda Irkutsk           |
| Okean                             | 0 – 0 (5-4 dcr) | Luč Vladivostok          |
| Metallurg-ZAPSIB                  | 3 – 1           | Šachtër Prokop'evsk      |
| Čkalovec-1936                     | 1 – 0           | Kuzbass-Dinamo           |
| Irtyš Omsk                        | 1 – 2 (dts)     | Tjumen'                  |
| Chkalovets-Olimpik Novosibirsk    | 2– 1            | Sibirjak Bratsk          |
| Amur Blagoveščensk                | 1 – 1 (4-5 dcr) | Smena K.N.A.             |

## Secondo turno
Le partite furono disputate tra il 5 aprile e l'8 maggio 2002.
A questo turno presero parte 56 le vincitrici del turno precedente a cui si unirono Svetotekhnika ed Energetik Uren.
| Squadra 1                   | Risultato       | Squadra 2                      |
| --------------------------- | --------------- | ------------------------------ |
| Vityaz Krymsk               | 0 – 1 (dts)     | Družba Majkop                  |
| Terek Groznyj               | 0 – 0 (4-5 dcr) | Kavkazkabel' Prochladnyj       |
| Nart Čerkessk               | 0 – 2           | Avtodor Vladikavkaz            |
| Krasnodar-2000              | 1 – 0           | Nemkom Krasnodar               |
| Dinamo Stavropol'           | 0 – 0 (2-4 dcr) | Dinamo Machačkala              |
| Volga Ul'janovsk            | 2 – 1           | Zenit Penza                    |
| Olimpija Volgograd          | 3 – 1           | Khoper Balashov                |
| Metallurg Vyksa             | 0 – 0 (4-5 dcr) | Svetotechnika Saransk          |
| Ėlektronika Nižnij Novgorod | 1 – 1 (4-5 dcr) | Sibur-Chimik Dzeržinsk         |
| Diana Volzhsk               | 0 – 1           | Ėnergetik Uren'                |
| Ryazan-Agrokomplekt         | 1 – 0           | Lokomotiv Kaluga               |
| Vitjaz' Podol'sk            | 3 – 2           | Titan Reutov                   |
| Spartak Kostroma            | 1 – 1 (6-7 dcr) | Avtomobilist Noginsk           |
| Severstal' Čerepovec        | 1 – 2 (dts)     | Dinamo Vologda                 |
| Pskov-2000                  | 2 – 1           | Svetogorec                     |
| Metallurg Lipeck            | 2 – 1 (dts)     | Spartak Tambov                 |
| Krasnoznamensk              | 3 – 0           | Arsenal Tula                   |
| Fabus Bronnicy              | 0 – 1           | Spartak Luchovicy              |
| BSK Spirovo                 | 0 – 0 (3-4 dcr) | Baltika                        |
| Saljut-Ėnergija             | 1 – 0           | Orël                           |
| Lukoil Čeljabinsk           | 2 – 0           | Zenit Čeljabinsk               |
| KAMAZ                       | 1 – 0           | Ėnergija Čajkovskij            |
| Gazovik Orenburg            | 1 – 1 (5-4 dcr) | Sodovik                        |
| Dinamo Perm                 | 2 – 5           | Uralmaš                        |
| Zvezda Irkutsk              | 1 – 0           | Chkalovets-Olimpik Novosibirsk |
| Smena K.N.A.                | 1 – 0           | Okean                          |
| Tjumen'                     | 0 – 1           | Čkalovec-1936                  |
| Dinamo Barnaul              | 1 – 0           | Metallurg-Zabsib Novokuznetsk  |

## Terzo turno
Le partite furono disputate tra il 19 e il 29 maggio 2002.
Vi parteciparono le 28 squadre promosse del turno precedente.
| Squadra 1                | Risultato       | Squadra 2              |
| ------------------------ | --------------- | ---------------------- |
| Vitjaz' Podol'sk         | 2 – 2 (2-4 dcr) | Krasnoznamensk         |
| Ryazan-Agrokomplekt      | 2 – 1           | Spartak Luchovicy      |
| Pskov-2000               | 2 – 1           | Baltika                |
| Dinamo Vologda           | 0 – 1           | Avtomobilist Noginsk   |
| Saljut-Ėnergija          | 0 – 2           | Metallurg Lipeck       |
| Gazovik Orenburg         | 1 – 2           | Lukoil Čeljabinsk      |
| Uralmaš                  | 1 – 0 (dts)     | KAMAZ                  |
| Svetotechnika Saransk    | 3 – 1           | Volga Ul'janovsk       |
| Kavkazkabel' Prochladnyj | 1 – 2           | Avtodor Vladikavkaz    |
| Ėnergetik Uren'          | 2 – 0           | Sibur-Chimik Dzeržinsk |
| Dinamo Machačkala        | 3 – 1           | Olimpija Volgograd     |
| Družba Majkop            | 1 – 2           | Krasnodar-2000         |
| Smena K.N.A.             | 3 – 2           | Zvezda Irkutsk         |
| Dinamo Barnaul           | 1 – 2           | Čkalovec-1936          |

## Quarto turno
Le partite furono disputate tra il 14 e 19 giugno 2002.
A questo turno presero parte le 14 promosse dal turno precedente e le 18 squadre iscritte alla Pervyj divizion 2002.
| Squadra 1             | Risultato       | Squadra 2               |
| --------------------- | --------------- | ----------------------- |
| Rubin                 | 3 – 1           | Neftechimik             |
| Volgar'-Gazprom       | 0 – 1           | Kuban'                  |
| Tom' Tomsk            | 2 – 0           | Metallurg Krasnojarsk   |
| Svetotechnika Saransk | 3 – 3 (1-3 dcr) | Ėnergetik Uren'         |
| Smena K.N.A.          | 0 – 2           | Amkar Perm'             |
| Pskov-2000            | 1 – 2           | Kristall Smolensk       |
| Lukoil Čeljabinsk     | 2 – 2 (1-3 dcr) | Uralmaš                 |
| Lada Togliatti        | 2 – 1           | Fakel Voronež           |
| Gazovik-Gazprom       | 2 – 6           | SKA-Ėnergija            |
| Krasnoznamensk        | 1 – 5           | Dinamo-SPb              |
| Krasnodar-2000        | 1 – 3           | Černomorec Novorossijsk |
| Dinamo Machačkala     | 1 – 0           | SKA Rostov              |
| Čkalovec-1936         | 2 – 0           | Lokomotiv Čita          |
| Avtomobilist Noginsk  | 0 – 1 (dts)     | Chimki                  |
| Avtodor Vladikavkaz   | 0 – 0 (3-5 dcr) | Spartak Nal'čik         |
| Metallurg Lipeck      | 3 – 0           | Ryazan-Agrokomplekt     |

## Sedicesimi di finale
Le partite furono disputate tra il 29 giugno e il 29 novembre 2002. A questo turno parteciparono le 16 squadre promosse dal turno precedente e le rimanenti 16 squadre militanti nella Prem'er-Liga 2002; queste ultime giocarono tutte fuori casa.
| Squadra 1               | Risultato       | Squadra 2              |
| ----------------------- | --------------- | ---------------------- |
| Čkalovec-1936           | 0 – 4           | Spartak Mosca          |
| Chimki                  | 1 – 0           | Torpedo Mosca          |
| Tom' Tomsk              | 2 – 2 (4-2 dcr) | Rotor                  |
| Metallurg Lipeck        | 2 – 1           | Šinnik                 |
| Ėnergetik Uren'         | 0 – 2           | Saturn-REN TV          |
| Dinamo-SPb              | 3 – 2 (dts)     | CSKA Mosca             |
| Spartak Nal'čik         | 2 – 0           | Dinamo Mosca           |
| Kuban'                  | 1 – 2           | Anži                   |
| SKA-Ėnergija            | 0 – 1           | Sokol Saratov          |
| Černomorec Novorossijsk | 0 – 1           | Kryl'ja Sovetov Samara |
| Uralmaš                 | 1 – 2           | Zenit San Pietroburgo  |
| Rubin                   | 1 – 0           | Alanija Vladikavkaz    |
| Kristall Smolensk       | 2 – 3           | Rostsel'maš            |
| Amkar Perm'             | 1 – 3           | Uralan                 |
| Lada Togliatti          | 6 – 0           | Torpedo-ZIL            |
| Dinamo Machačkala       | 1 – 2 (dts)     | Lokomotiv Mosca        |

## Ottavi di finale
Le partite furono disputate tra il 18 ottobre 2002 e il 2 marzo 2003.
| Squadra 1        | Risultato   | Squadra 2              |
| ---------------- | ----------- | ---------------------- |
| Spartak Mosca    | 4 – 0       | Uralan                 |
| Tom' Tomsk       | 0 – 1       | Sokol Saratov          |
| Spartak Nal'čik  | 0 – 1       | Kryl'ja Sovetov Samara |
| Metallurg Lipeck | 0 – 4       | Chimki                 |
| Dinamo-SPb       | 2 – 3       | Rostsel'maš            |
| Lada Togliatti   | 3 – 2 (dts) | Zenit San Pietroburgo  |
| Rubin            | 0 – 1       | Saturn-REN TV          |
| Anži             | 1 – 0       | Lokomotiv Mosca        |

## Quarti di finale
Le partite furono disputate il 19 marzo 2003.
| Squadra 1      | Risultato       | Squadra 2              |
| -------------- | --------------- | ---------------------- |
| Anži           | 1 – 1 (4-2 dcr) | Kryl'ja Sovetov Samara |
| Lada Togliatti | 0 – 0 (3-2 dcr) | Saturn-REN TV          |
| Sokol Saratov  | 2 – 3           | Spartak Mosca          |
| Chimki         | 0 – 1           | Rostov                 |

## Semifinali
Le partite furono disputate il 21 maggio 2003.
| Squadra 1      | Risultato   | Squadra 2     |
| -------------- | ----------- | ------------- |
| Anži           | 0 – 1       | Rostov        |
| Lada Togliatti | 2 – 3 (dts) | Spartak Mosca |

## Finale
| Arbitro: | Igor Yegorov (Nižnij Novgorod) |

| |            | |
| Titov 28’ | Marcatori  | |
| Aleksej Zuev Jurij Kovtun Vladyslav Vaščuk Moisés Moura Pinheiro Luizão Vasil' Baranaŭ (83' Maksym Kalynyčenko) Maksim Demenko Dmitrij Smirnov Egor Titov Aleksandr Pavlenko Roman Pavljučenko (87' Aleksandr Daniševskij) | Formazioni | Illja Blyznjuk Serhij Dacenko Matthew Paul Booth Miloš Kruščić Volodymyr Mykytyn Gift Kampamba Jurij Maksymov Michail Osinov Andrey Akopyants (60' Rowan Hendricks) Essau Kanyenda Roman Adamov (64' Aleksandr Maslov) |
| Nevio Scala | Allenatori | Sergej Balachnin |